# Varnado, Louisiana
Varnado, Louisiana (енгл. Varnado) град је у америчкој савезној држави Луизијана.

## Демографија
По попису из 2010. године број становника је 1.461, што је 1.119 (327,2%) становника више него 2000. године.
| Група             | 2000.       | 2010.       |
| Белци             | 303 (88,6%) | 598 (40,9%) |
| Афроамериканци    | 32 (9,4%)   | 854 (58,5%) |
| Азијати           | 0 (0,0%)    | 0 (0,0%)    |
| Хиспаноамериканци | 0 (0,0%)    | 5 (0,3%)    |
| Укупно            | 342         | 1.461       |